# سوسک صورت‌کوتاه پولکینگهورن
سوسک صورت کوتاه پول کینگ هور (نام علمی: Acalolepta dispar) نام یک گونه از سرده سوسک‌های شاخ‌دراز صورت‌کوتاه است. این گونه برای نخستین بار در سال ۱۸۶۶میلادی توسط فرانسیس پاسکوئه شناسایی و نامگذاری شد. این گونه تا به حال در بورنئو، سوماترا، جاوه و مالزی دیده شده‌است.